# Jelizawieta Böhm
Jelizawieta Mierkurjewna Böhm (Boehm), ros. Елизавета Меркурьевна Бём (ur. 24 lutego 1843 w Sankt Petersburgu, zm. 25 lipca 1914 tamże) – rosyjska malarka, projektantka kartek pocztowych.

## Życiorys
Przyszła na świat jako Jelizawieta Mierkurjewna Endaurowa 12 lutego?/24 lutego 1843 w szlacheckiej rodzinie w Petersburgu, aczkolwiek dzieciństwo spędziła w rodzinnym majątku w miejscowości Szepcowo (Szypcewo, ros. Щепцово / Щипцево) w ujezdzie Poszechonje w guberni jarosławskiej. Jej ojciec – Mierkurij Nikołajewicz Endaurow (ros. Меркурий Николаевич Эндауров) – był asesorem kolegialnym. Wychowała się w dużej rodzinie: miała trzech braci i dwie siostry. Od 1857 do 1864 roku uczyła się w Szkole Rysunku Imperialnego Towarzystwa Zachęty Sztuk Pięknych w Sankt Petersburgu, którą ukończyła z wyróżnieniem (otrzymując srebrny medal). Powróciwszy do rodzinnego majątku poświęciła się pracy twórczej – wykonywała ilustracje do dzieł Nikołaja Niekrasowa, sceny życia na wsi, jak również liczne litografie i rysunki własnego pomysłu. W 1867 roku poślubiła Ludwiga Böhma (1825–1904) – rosyjskiego wirtuoza skrzypiec węgierskiego pochodzenia, profesora Konserwatorium Petersburskiego; pomimo różnicy wieku wynoszącej 18 lat małżeństwo okazało się szczęśliwe. W 1868 roku na świat przyszła ich jedyna córka – także Jelizawieta (po zmianie stanu cywilnego: Barsowa, ros. Барсова).
W 1875 roku stworzyła album z pocztówkami „Siluety” (ros. Силуэты), a w 1877 – album „Siluety z życia dzieci” (ros. Силуэты из жизни детей). Oba zostały wydane w Zakładzie Kartograficznym Aleksieja Afinogienowicza Iljina, który był jej wujem. W 1880 roku stworzyła album „Pirog” (ros. Пирог), a w 1882 roku album „Z wiejskich wspomnień” (ros. Из деревенских воспоминаний). Artystka dużo współpracowała z wydawnictwem „Posriednik” (ros. Посредник), do współpracy z którym zachęcił ją Lew Tołstoj, który miał okazję zapoznać się z jej pracami, jak również sam Iwan Sytin (właściciel największego domu wydawniczego w przedrewolucyjnej Rosji), który dokonywał częstych zakupów prac Jelizawiety. Na początku lat 90. XIX wieku artystka pracowała nad ilustracjami do opowiadania Nikołaja Leskowa „Obrażona Nieteta” (ros. Оскорблённая Нетэта). W 1907 roku dwa albumy pocztówek jej autorstwa – „Wszystkiego po troszkę” (ros. Всего понемножку) oraz „Dla miłej przyjaciółki choć kolczyk do uszka” (ros. Для милого дружка хоть серёжку из ушка) – wydał w Paryżu Ilja Siergiejewicz Łapin.

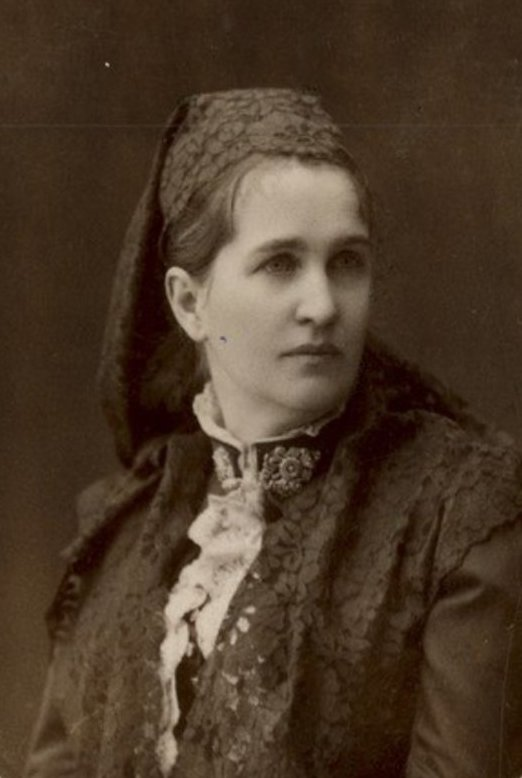
Jelizawieta Böhm (1890)

W pierwszych latach XX wieku artystka odkryła dla siebie nowy rodzaj twórczości graficznej – oryginalne, okolicznościowe pocztówki, które były drukowane przez wielu wydawców. Sygnowane jej imieniem, cieszyły się bardzo dużym powodzeniem i były wielokrotnie wznawiane. Ocenia się, że wydanych zostało ponad 300 kartek pocztowych zaprojektowanych przez Jelizawietę Böhm – bije z nich szczerość i serdeczność. Współpraca artystki ze Wspólnotą św. Eugenii (ros. Общиной Св. Евгении), która zajęła się produkcją i rozprowadzaniem kartek pocztowych, okazała się bardzo owocna. Pocztówki cieszyły się dużym zainteresowaniem także dlatego, że przedstawiały wizerunki i sceny charakterystyczne dla Rosji, a nie skupiały się na tematyce właściwej dla zagranicy. Ich kolorystyka, motywy, unikalne napisy sprawiały, że pocztówki sygnowane przez Jelizawietę Böhm stały się bardzo pożądane dla kolekcjonerów.
Malowała pocztówki i ilustrowała czasopisma dla dzieci – „Zabaweczka” (ros. Игрушечка, 1882–1886) i „Maleństwo” (ros. Малютка, 1886–1887); wykonała ilustracje do rosyjskiej bajki ludowej „Rzepka” (ros. Репка, 1882). Pracowała nad albumami dla dzieci: „Przysłowia w Siluetach” (ros. Пословицы в силуэтах, 1884), „Przysłowia i powiedzenia w Siluetach" (ros. Поговорки и присказки в силуэтах, 1885). Wykonała ilustracje do bajek Iwana Kryłowa oraz cyklu opowiadań Iwana Turgieniwa pt. „Zapiski myśliwego”. Wśród jej innych znanych projektów można wymienić pocztówki z wizerunkami: Aleksandra Puszkina, Michaiła Łomonosowa, Moskiewskiego Uniwersytetu Państwowego oraz pocztówkę z czarno-białym rysunkiem Wańki Żukowa (postaci z opowiadania Antona Czechowa), śpiącego nad kartką. Ta ostatnia pocztówka doczekała się w Rosji aż 21 ponownych wydań.
W pierwszej dekadzie XX wieku Jelizawieta Böhm współpracowała z wydawnictwem urodzonego w Warszawie Maurycego Bolesława Wolffa (1825–1883), które wydawało serię wydawniczą jej autorstwa pt. „Moja pierwsza książka” (ros. Моя первая книга...).  W tym samym czasie prace artystki znalazły uznanie za granicą. Jej siluety zostały przedrukowane w Berlinie, Paryżu, Londynie, Wiedniu i w Stanach Zjednoczonych. Za swoje dzieła artystka otrzymała wiele międzynarodowych nagród. Prace Jelizawiety Böhm brały udział w wystawach światowych – w Paryżu (1900), Monachium (1902) i Mediolanie (1906) – we wszystkich zostały nagrodzone medalami, przy czym w Mediolanie malarka otrzymała złoty medal.
W 1904 roku zmarł mąż artystki. W ostatnich latach życia ona sama dużo chorowała, w związku z czym mniej czasu poświęcała pracy. Przed wybuchem pierwszej wojny światowej, w wieku 71. lat, owdowiała i samotna, dawno już zmuszona do sprzedaży stradivariusa i wielu obrazów, dokonując pożegnania swoich wnuków jadących na front, Jelizawieta Böhm pisała: „Nadal nie porzucam swojej pracy, nie zwracam uwagi na słaby wzrok i ból spracowanych rąk... pracy nie wykonuję z konieczności, ja bardzo lubię swoje zajęcie... Dziękuję Bogu za przyjemność, która została mi darowana poprzez powołanie. A ilu wspaniałych ludzi dzięki niemu poznałam, ile mi podarowało drogich, przyjacielskich stosunków...”
W latach 1913–1914 Ilja Siergiejewicz Łapin opublikował w Paryżu „Abecadło” (ros. Азбук) Jelizawiety Böhm. Było to bardzo efektowne wydanie w postaci wielkich arkuszy o dużej (7–10) liczbie rysunków i koncepcji dla każdej litery, nad którym malarka pracowała przez ostatnie lata życia. „Abecadło” zostało wydrukowane na francuskim papierze kredowym oraz luksusowo oprawione (twarda oprawa ze srebrnymi klamrami).
Jelizawieta Böhm zmarła w dniu 25 lipca 1914 roku, tydzień przed wybuchem pierwszej wojny światowej. Została pochowana obok męża na cmentarzu Nowodziewiczym w Petersburgu.

## Styl artystyczny
Głównymi bohaterami prac Jelizawiety Böhm były dzieci, które przedstawiała w swoim własnym, sentymentalnym stylu – w charakterystycznej dla nich wzruszającej naiwności.

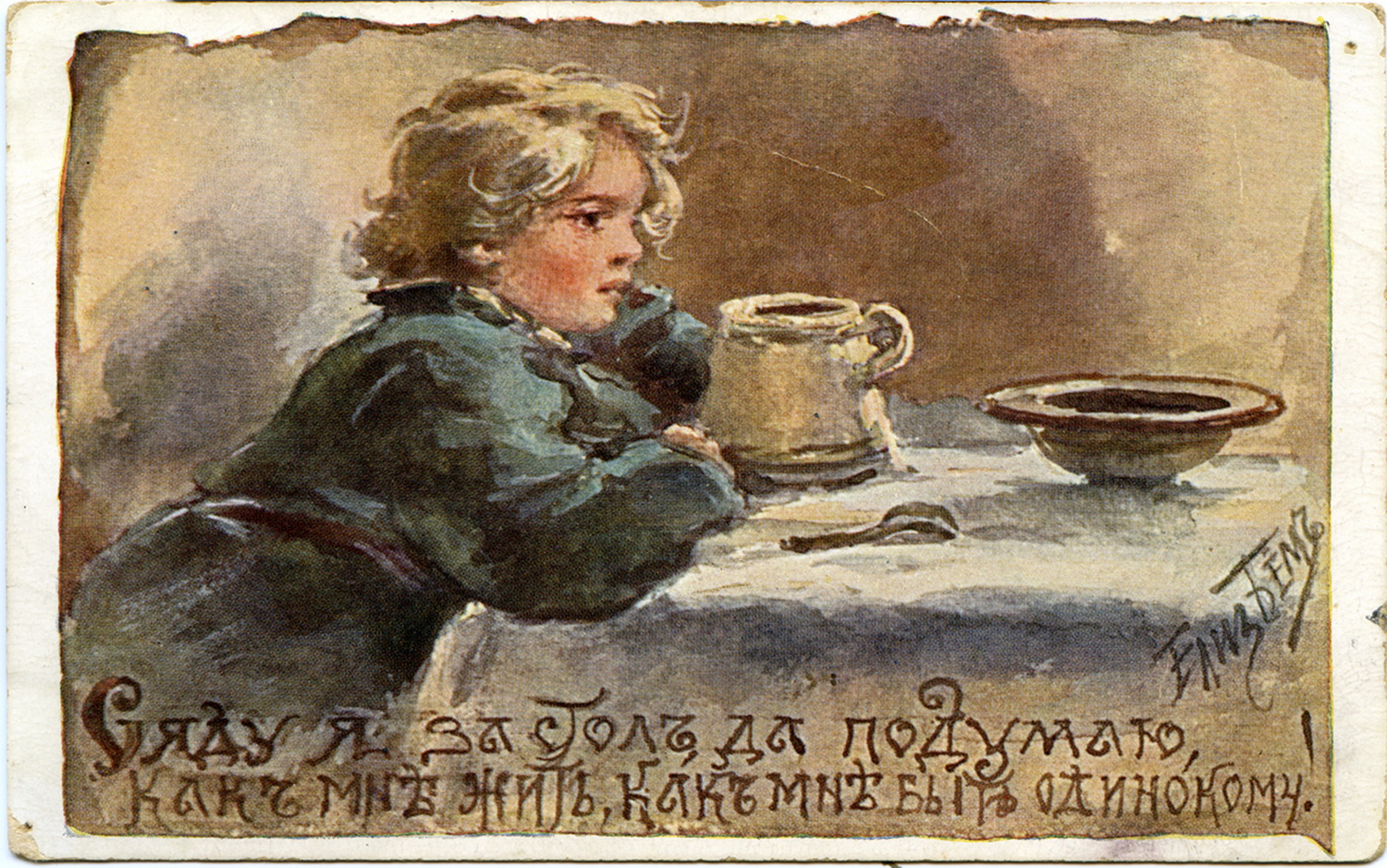
„Siedzę za stołem i myślę. Jak mam żyć. Jak mam być samotny!”

Współcześni krytycy zwracali uwagę na niepowtarzalny styl twórczości Jelizawiety Böhm, którą wielu artystów chciało naśladować, co w sposób bezpośredni wynikało z dużej popularności, jaką cieszyły się jej prace. Jej twórczość cechowały między innymi żarty, przysłowia, zagadki oraz linijki wierszy umieszczane dosłownie wszędzie – od kartek pocztowych po ozdoby znajdujące się na wyrobach ze szkła. Przykładowo na pocztówce z wizerunkiem dziewczynki rysującej lalkę Böhm umieściła napis: „To nie moja wina, że twarz jest krzywa” (ros. Не моя вина, что рожа крива). Inny przykład to pocztówka na której dziewczynka otoczona przez lalki przygotowuje dla nich jedzenie. Napis głosi: „W święto. Kupcie kapuśniak. Aby goście przyszli!” (ros. На праздник. Купите щи. Чтобы гости шли!).
Niektóre kartki pocztowe poruszały nawet tematy filozoficzne. Za przykład może posłużyć pocztówka na której widać głęboko zamyślonego jasnowłosego chłopca siedzącego za stołem. Przed nim wielki talerz, a w tle napis: „Siedzę za stołem i myślę. Jak mam żyć. Jak mam być samotny!” (ros. Сяду я за стол да подумаю. Как мне жить. Как мне быть одинокому!).
Na jednej z pocztówek znajdują się wersy wiersza, a pod nimi inicjały – K.R.: „Narwę dla Ciebie bukiet z okazji imienin, wiele kolorowych, pachnących kwiatów: dziką różę z dzikim jaśminem i wielkich klonowych liści” (ros. Я нарву вам букет к именинам, много пестрых пахучих цветов: и шиповнику с диким жасмином и широких кленовых листов). K.R. to poetycki alias Wielkiego Księcia Konstantego Konstantynowicza Romanowa (1858–1915) – erudyty, poety, muzyka i aktora.

## Wybrane projekty graficzne

### Pocztówki

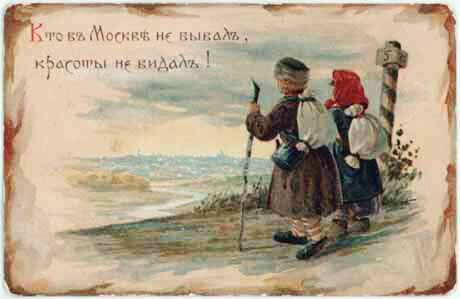
Kartka pocztowa; w tle napis: „Kto w Moskwie nie bywał, piękna nie widział” (ros. Кто въ Москвѣ не бывалъ, красоты не видалъ!)
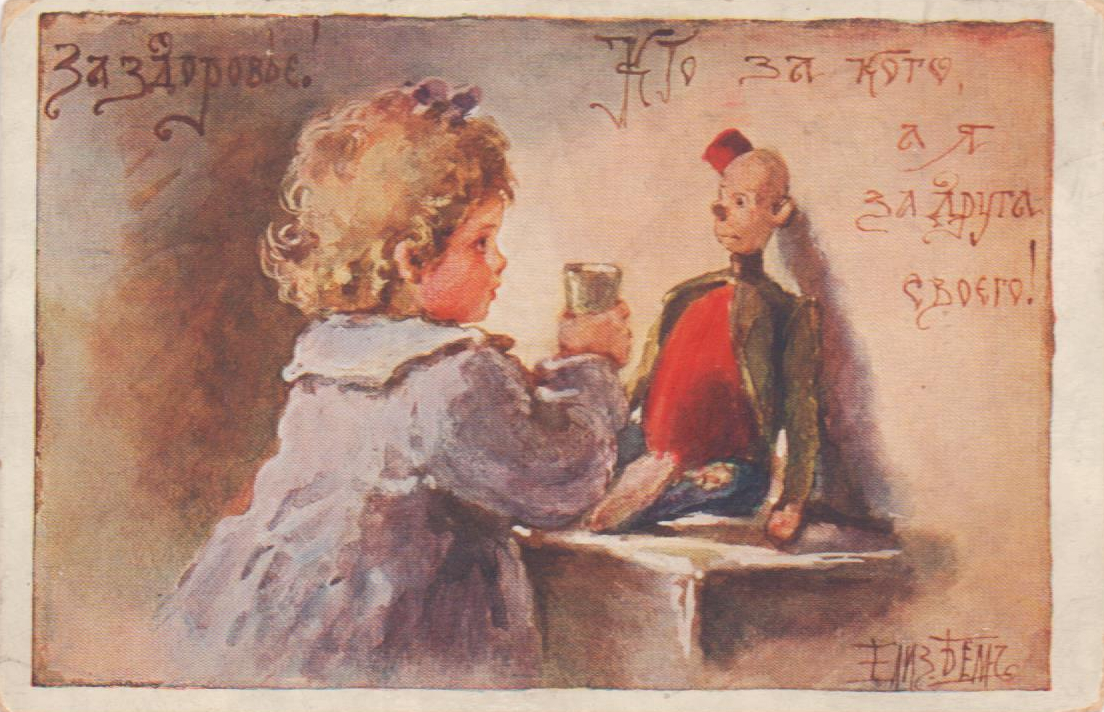
W tle napis: „Kto za kogo, a ja za swojego przyjaciela!” (ros. Кто за кого, а я за друга своего!)
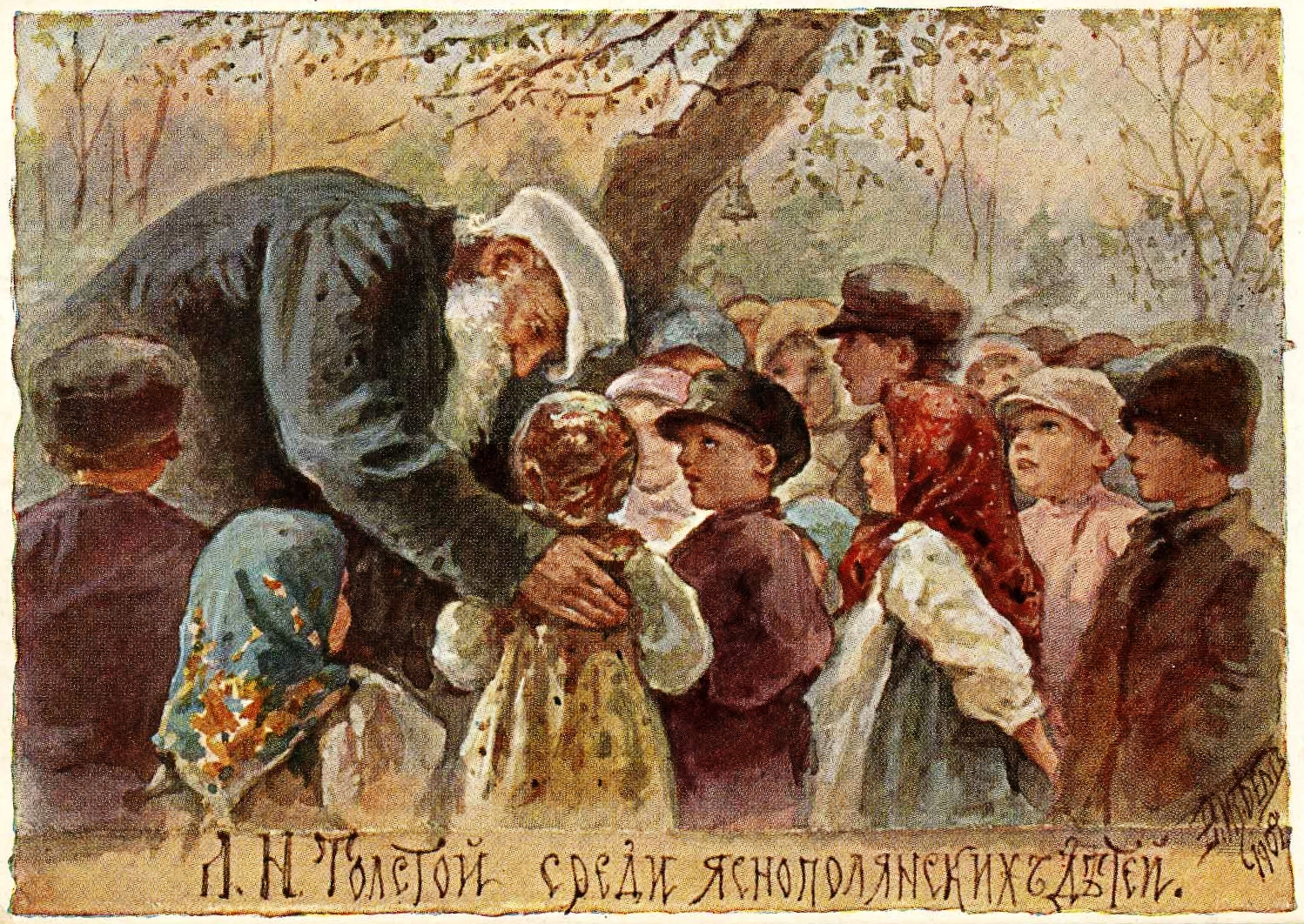
W tle napis: „L.N. Tołstoj...”

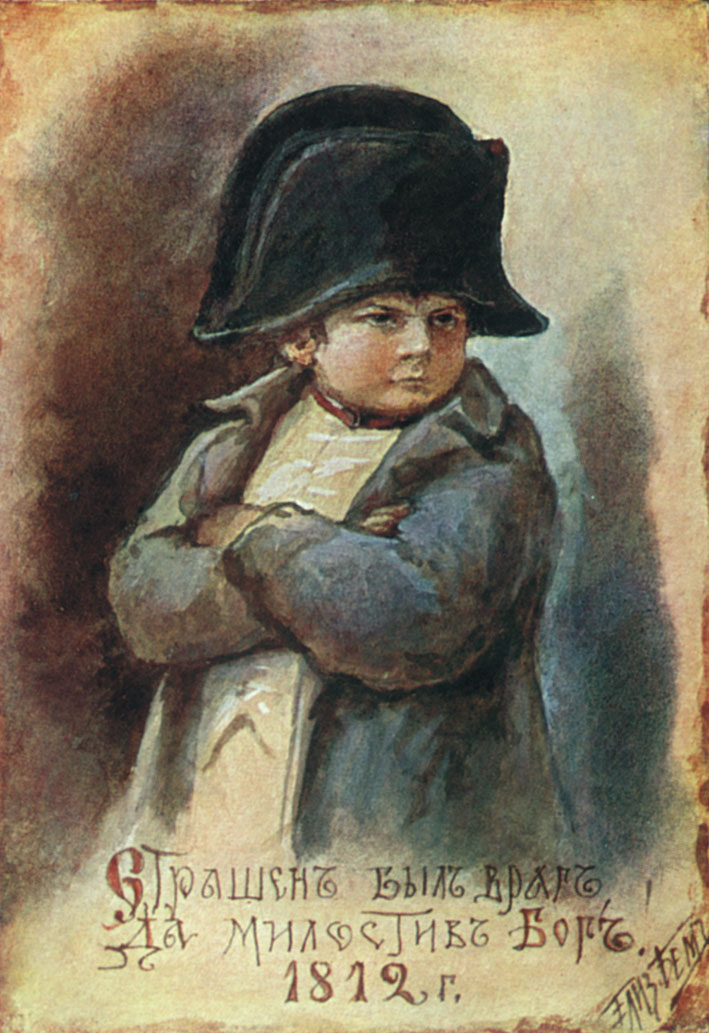
W tle napis: „Wróg był przerażający, ale Bóg był miłosierny, 1812 r.”
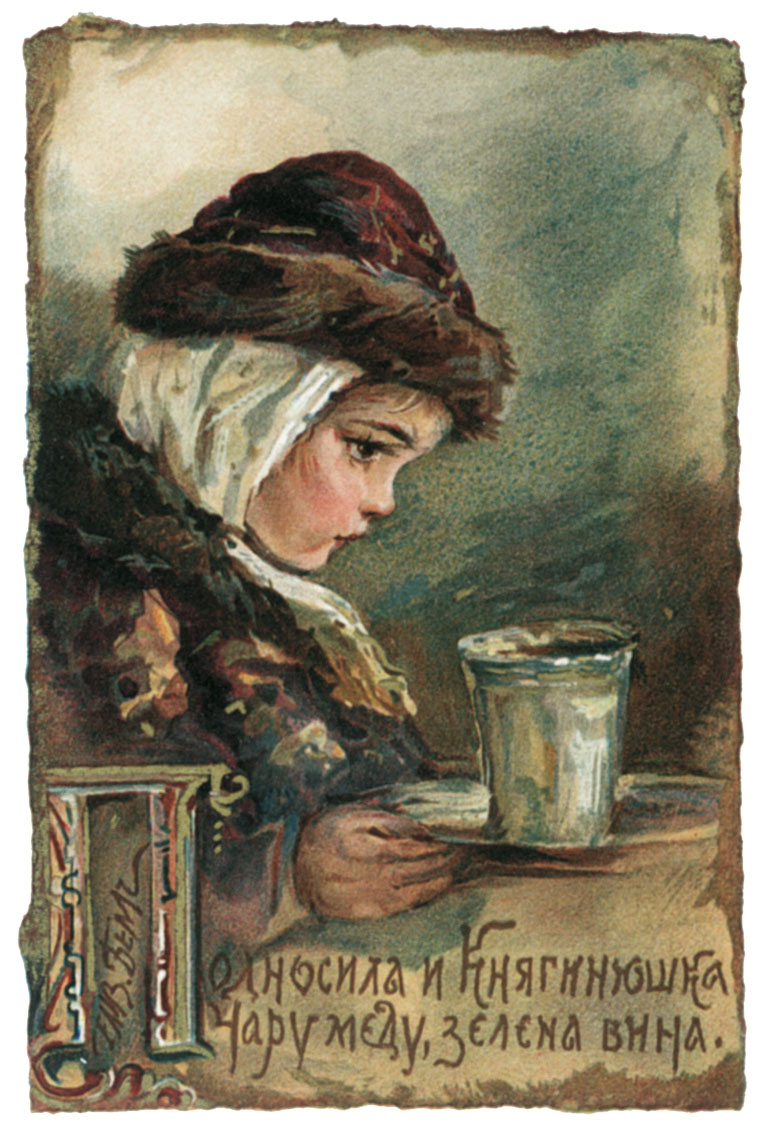
W tle napis: „Przyniosła i księżniczka pucharek miodu, bezpieczniejszego wina”

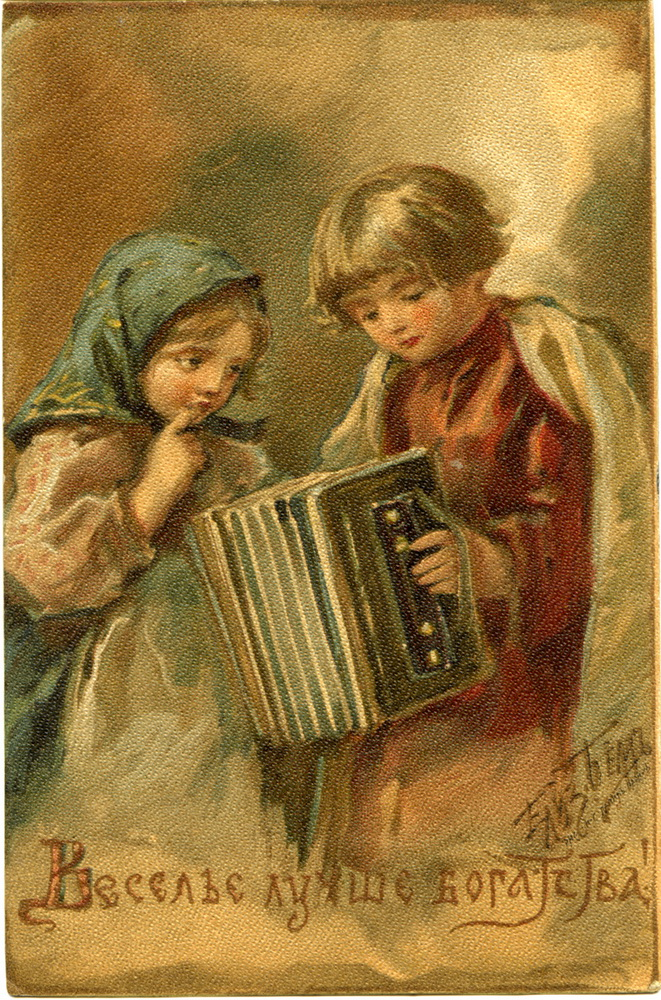
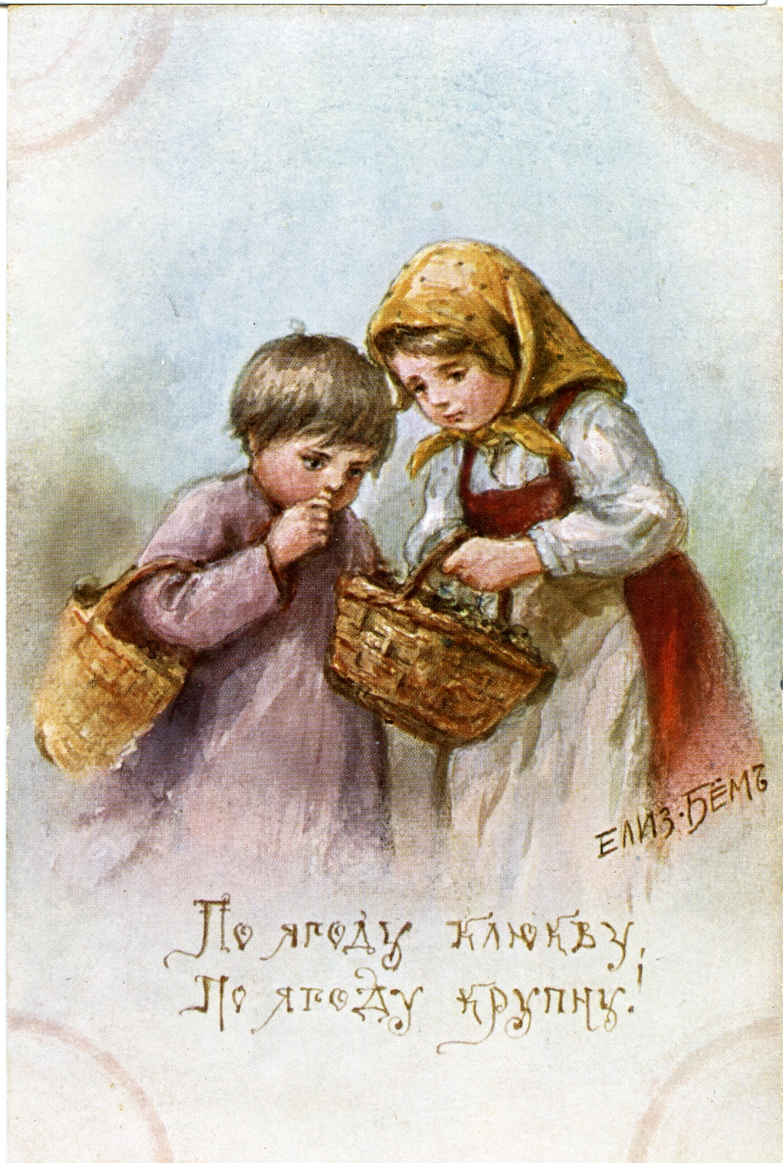
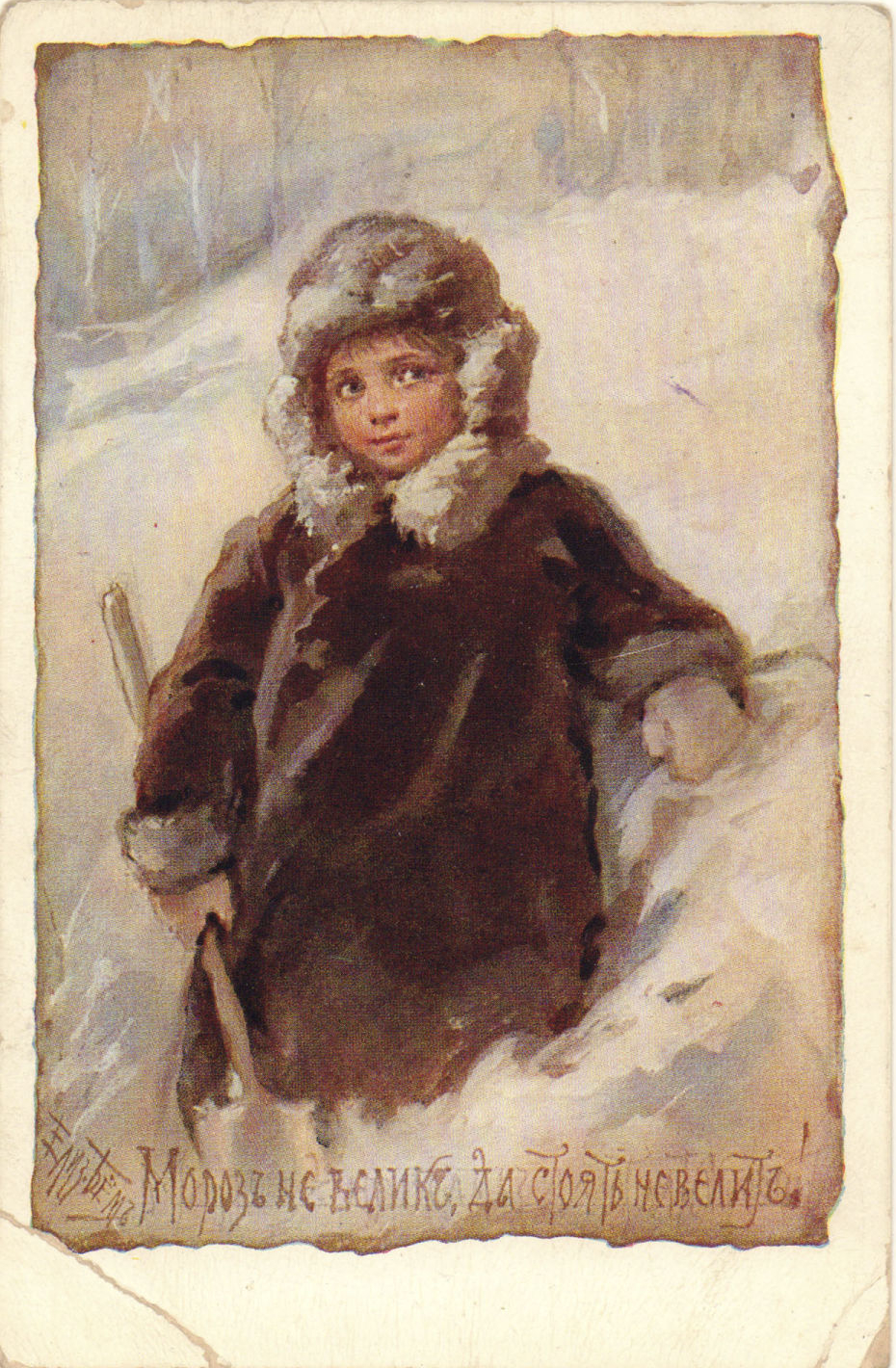
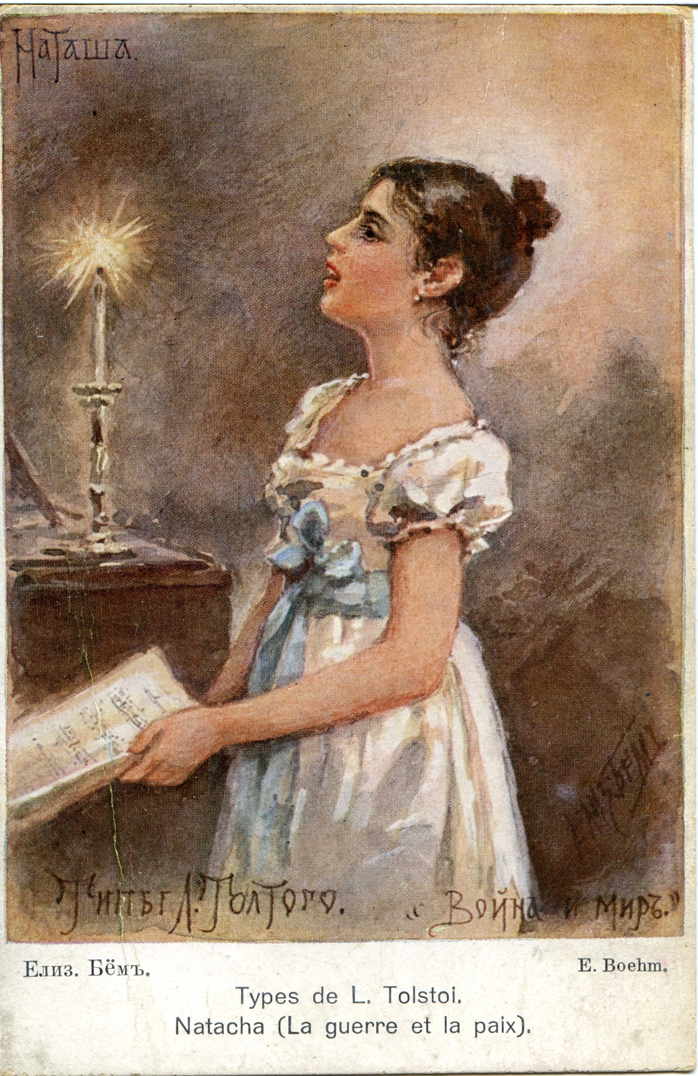
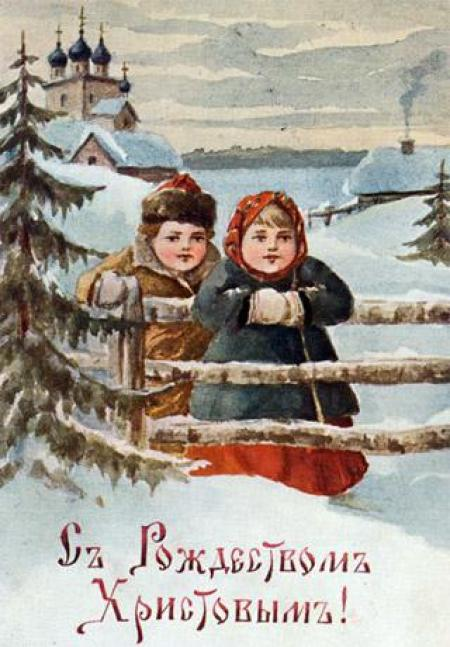
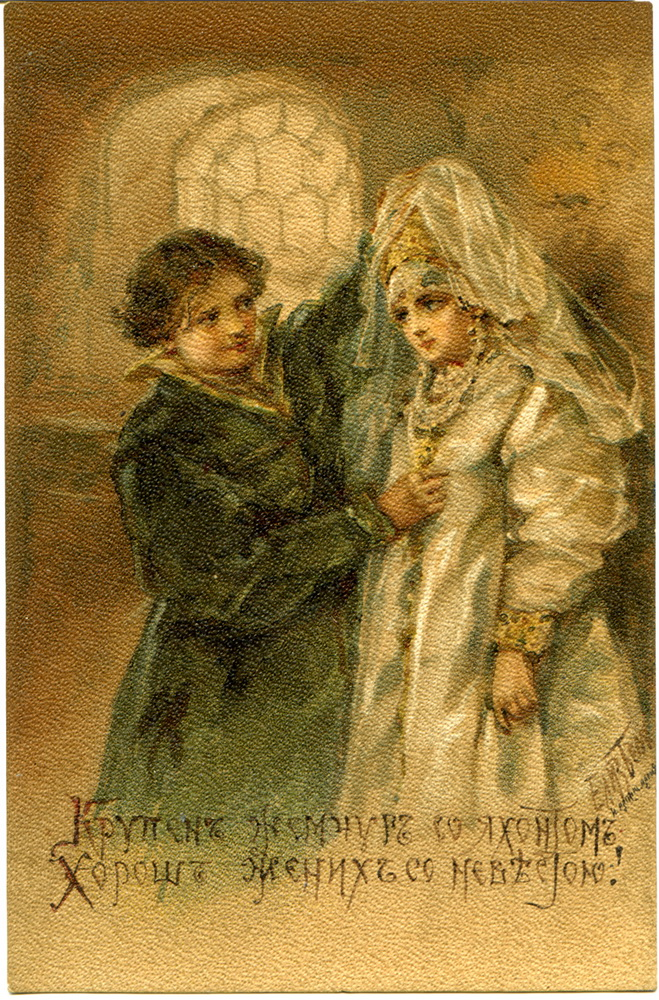
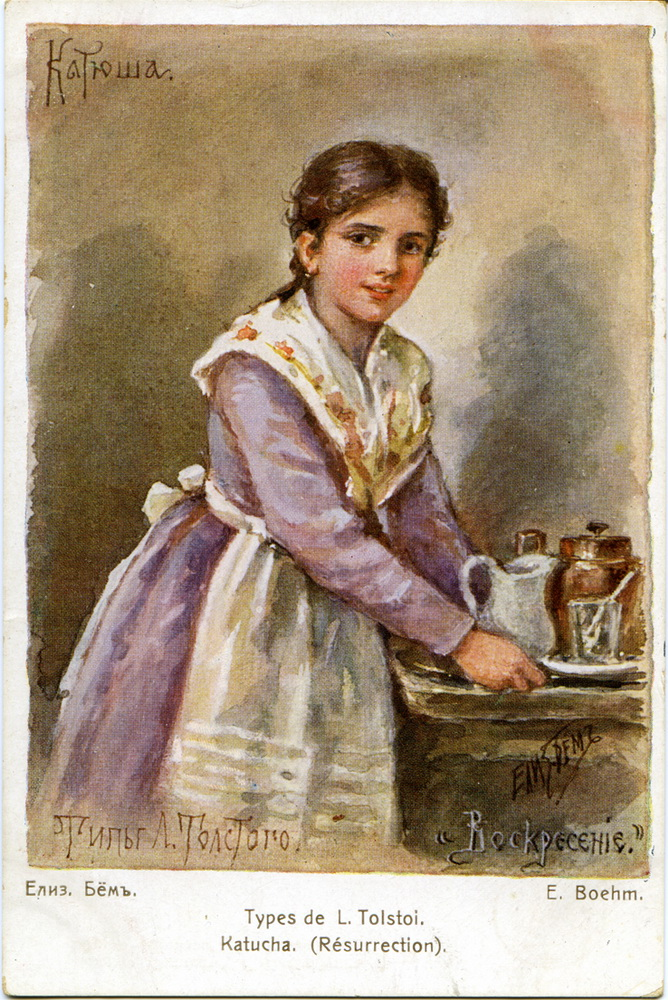

### „Abecadło” (ros. Азбук) Jelizawiety Böhm

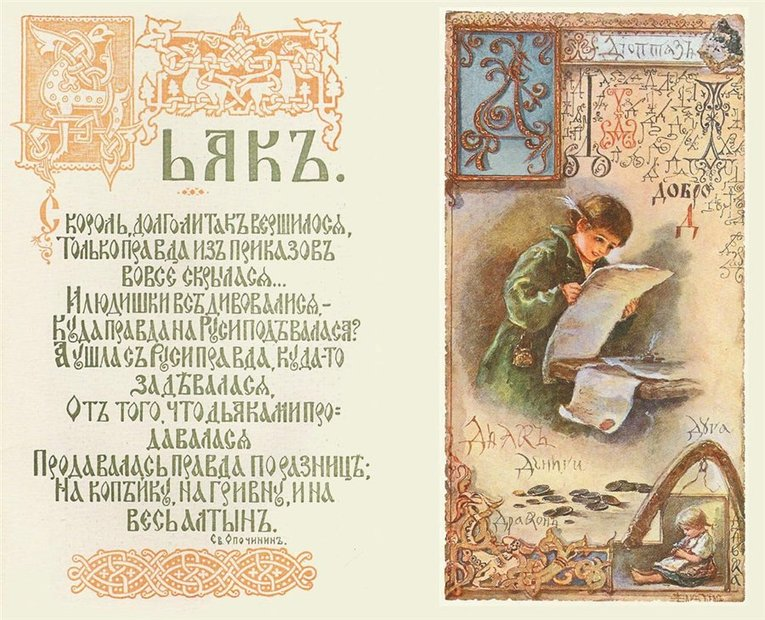
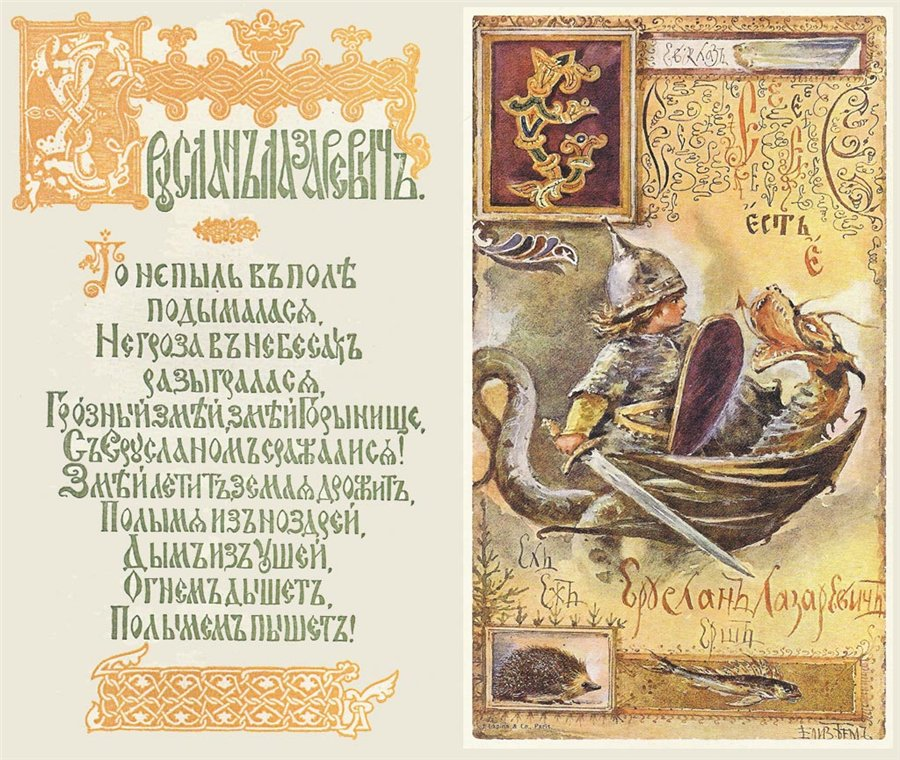
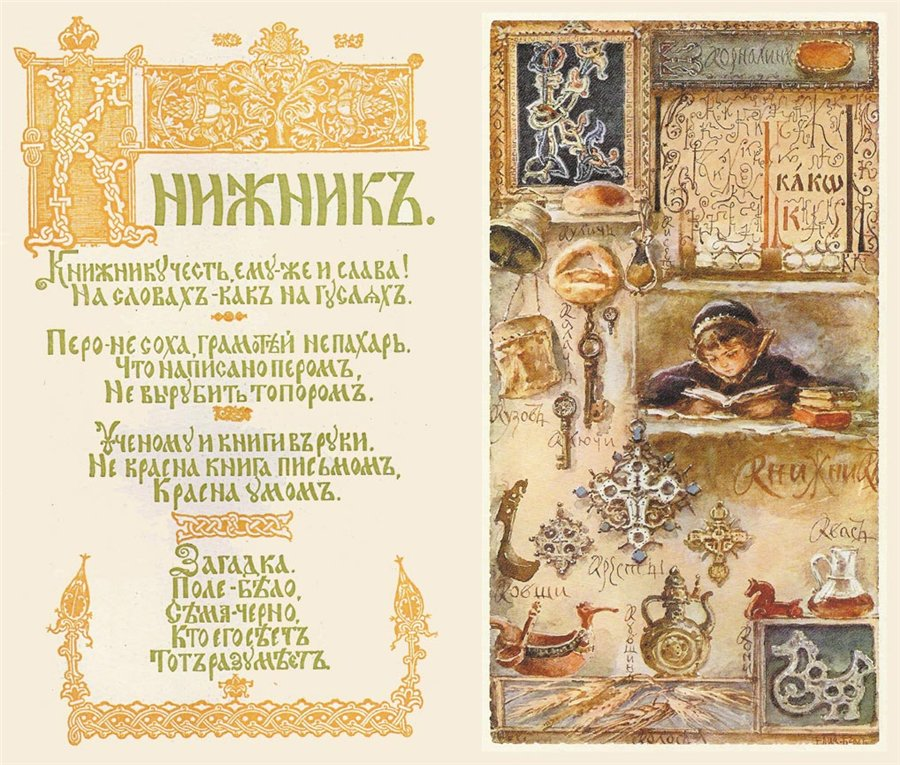
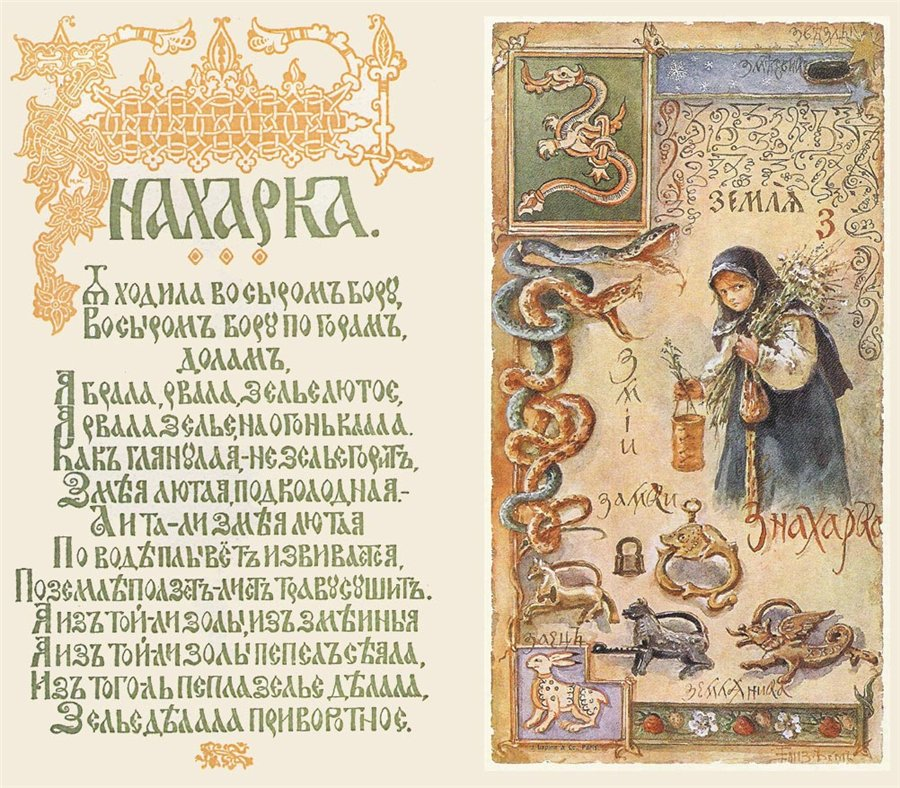